# Sony Alpha NEX-6
Aucun α 6000
Le Sony Alpha NEX-6 est un appareil photographique hybride expert de monture E destiné aux amateurs éclairés commercialisé par Sony Alpha entre septembre 2012 et avril 2014.

## Caractéristiques techniques

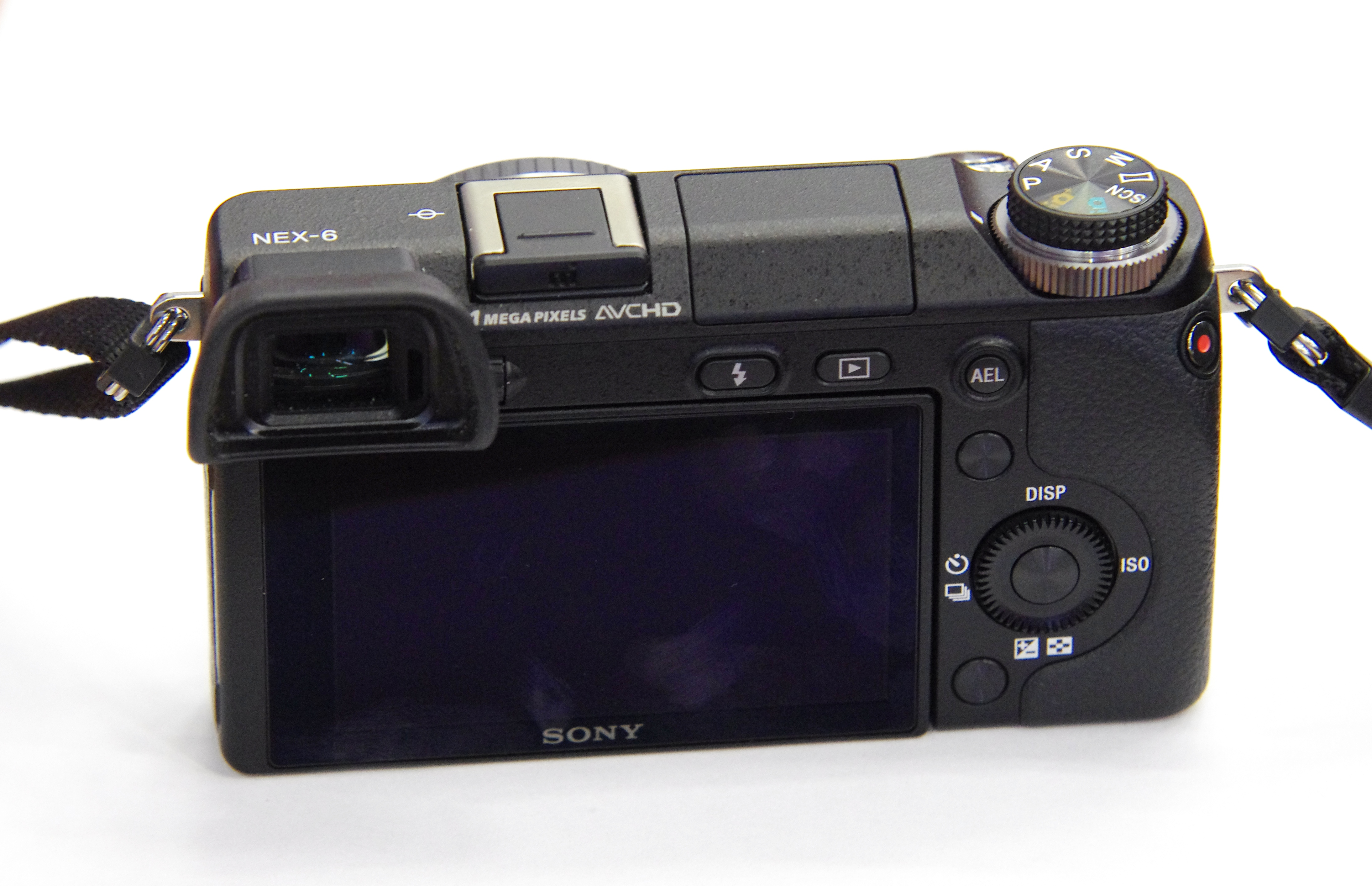
Le NEX-6 vue de dos.

Dans la gamme Alpha, il s’intercale entre le NEX-5R (dont il reprend l’électronique) et le NEX-7, sa taille et son ergonomie se rapproche de ce dernier, bien qu'il ne reprenne pas la Trinavi (système de réglage par trois molettes) et qu'il soit plus léger.
Le NEX-6 est muni d'un capteur Sony CMOS Exmor de 16,1 mégapixels dont la sensibilité peut atteindre 25 600 ISO. Le microprocesseur Bionz, déjà utilisé sur les anciens SLT et NEX, s'occupe du traitement de l'image qui est affichée sur un écran LCD de 921 600 points mesurant 7,5 cm de diagonal, monté sur charnière. Il dispose également d'un viseur électronique OLED de 2,4 millions de points. L'appareil est capable de filmer en 1080p à 50 i/s.
L'autofocus est revu avec 99 points de corrélation de phase en plus des 25 points destinés à la détection de contraste ce qui permet d'améliorer le réactivité, bien qu'il puisse y avoir des ratés en basse lumière.
Avec le NEX-5R, il est le premier appareil photo a bénéficier d'une boutique d'applications pour appareil photo dénommée « PlayMemories » accessible via une connexion Wi-Fi. Elle permet notamment de modifier les photographies directement sur l’appareil, de le contrôler avec un smartphone ou encore de les partager les photos sur des sites dédiés ainsi que sur les réseaux sociaux.

## Accueil
Le site LesNumeriques lui décerne 4 étoiles, relevant en points positifs une bonne qualité de construction, une bonne ergonomie, le viseur de bonne qualité, l’écran orientable, l'interface simple et complète, la qualité d'image (dont la gestion du bruit) et enfin la présence d'un kiosque d'application. En points négatifs le site fait état d'un démarrage lent, des défauts du kioske d'application (fermé et mauvais interface) et enfin l’absence d’écran tactile.

## Concurrence
Le NEX-6 fait partie du marché « expert », une catégorie qui regroupe des appareils aux fonctions avancées, destinés aux photographes amateurs éclairés et passionnés ; elle est donc très concurrentielle. Le NEX-6 est ainsi confronté aux hybrides APS-C et Micro quatre tiers que sont les Panasonic GX1, G5, Fujifilm X-E1, Samsung NX20 et Olympus OMD EM-5. Il est également placé en concurrence des reflex experts du moment comme les Canon EOS 60D, Nikon D7000, Pentax K-5 et en interne le SLT Alpha 65.

## Remplacement
L'Alpha 6000, qui remplace à la fois le NEX-6 et le NEX-7, est présenté au cours d'une conférence le 12 février 2014. Sa commercialisation démarre début avril de la même année,.